# باري جون كور
باري جون كور (بالإنجليزية: Barry John Corr)‏ هو لاعب كرة قدم بريطاني، ولد في 13 يناير 1981 في غلاسكو في المملكة المتحدة. لعب مع كوين أوف ساوث ونادي آير يونايتد ونادي سلتيك ونادي ماذرويل.

## وصلات خارجية
- باري جون كور على موقع قاعدة بيانات كرة القدم.إي يو (الإنجليزية)
- باري جون كور على موقع Soccerbase.com (لاعب) (الإنجليزية)